# Магалі Ратьє
Магалі Ратьє (фр. Magali Rathier, 2 грудня 1974) — французька синхронна плавчиня.
Учасниця Олімпійських Ігор 1996, 2000 років.